# Chiron (mitologia)
Chiron, Chejron (stgr. Χείρων Cheírōn, łac. Chiron) – w mitologii greckiej najmądrzejszy i najbardziej cywilizowany z centaurów. 
Był nieśmiertelnym królem centaurów, którego spłodził z magnezyjskimi kobyłami Kentauros, syn Nefele i Iksjona. Według innej wersji jego rodzicami byli tytan Kronos i okeanida Filyra.
Słynny z biegłości w sztuce lekarskiej i ogromnej wiedzy. Znany jako nauczyciel i wychowawca wielu greckich herosów, m.in.: Asklepiosa, Jazona, Heraklesa, Achillesa, Eneasza. Zamieszkiwał na górze Pelion, skąd został wypędzony do Malei. Ojciec Okyrroe, Euippe i (według mało znanej, późnej tradycji) również Tetydy. Raniony przypadkowo zatrutą strzałą wypuszczoną przez Heraklesa, który w trakcie wykonywania jedenastej pracy starł się z centaurami.
Pewnego razu odwiedził go Herakles. Chiron przyjął go gościnnie, bo był miłym i gościnnym centaurem. Herakles poprosił go, aby otworzył dzban wina otrzymany od Dionizosa. Chiron tłumaczył mu, że innym centaurom by się to nie spodobało, lecz Herakles przypomniał mu, że Dionizos nakazał otworzyć dzban, kiedy przybędzie Herakles. Chiron dał się przekonać i otworzył dzban. Jednak zapach wina przyciągnął inne centaury, które zaczęły się gromadzić wokół domu Chirona. Rozpoczęła się walka, w której Herakles przypadkowo zranił go zatrutą strzałą. Chiron mimo swej nieśmiertelności, dręczony bólem z zatrutej strzały wybrał śmierć. Nie mogąc umrzeć, zgodził się przenieść swoją nieśmiertelność na Prometeusza. Po śmierci został umieszczony przez Zeusa na niebie jako gwiazdozbiór Centaura.
Jego wyobrażenie zachowało się na kilku malowidłach ściennych oraz wazowych; najbardziej znanym jest zatytułowane Centaur Chiron uczy grać Achillesa na lirze, które pochodzi prawdopodobnie z 60 roku n.e., z bazyliki w Herkulanum (obecnie w Museo Nazionale w Neapolu).